# Sphaericus ater
Sphaericus ater é uma espécie de insetos coleópteros polífagos pertencente à família Anobiidae.
A autoridade científica da espécie é Leiler, tendo sido descrita no ano de 1984.
Trata-se de uma espécie presente no território português.